# Роснефть
Публичное акционерное общество «Нефтяная компания „Роснефть“» (ПАО «НК „Роснефть“») — крупная российская нефтегазовая компания, блокирующий пакет акций которой принадлежит государственному АО «Роснефтегаз». В 2013 году стала крупнейшей в мире компанией - производителем нефти. По данным журнала «Эксперт», в 2017 году занимала третье место среди российских компаний по объёмам выручки.
Полное наименование — Публичное акционерное общество «Нефтяная компания „Роснефть“». Штаб-квартира — в Москве. По данным Forbes Global 2000, в 2022 году «Роснефть» заняла 81-е место среди крупнейших компаний мира (67-е по размеру выручки, 73-е по чистой прибыли, 189-е по активам и 338-е по рыночной капитализации).
На конец 2012 года в компании работало около 170 тысяч человек.
С 2014 года компания находится под санкциями и ограничительными мерами Евросоюза, США и ряда других стран.

## История

### 1990-е годы — 2000-е годы
В 1991 году на базе расформированного Министерства нефтяной и газовой промышленности СССР была создана государственная нефтяная компания «Роснефтегаз». В 1993 году она была преобразована в государственное предприятие «Роснефть».
В сентябре 1995 года «Роснефть» была акционирована.
В 1990-х из состава «Роснефти» были выведены:
- 1994 — «ВНК», «ОНАКО» и «СИДАНКО»
- 1995 — «ТНК», «Сибнефть»
- 1997 — НПЗ в Краснодаре и Москве

В 1990-е годы во главе компании стояли:
- 1993—1997 — Александр Путилов;
- 1997—1998 — Юрий Беспалов;
- 1998—2010 — Сергей Богданчиков.

В начале 2000-х годов основной деятельностью руководства компании было усиление контроля над активами, снижение долговой нагрузки и получение лицензий в Восточной Сибири. Определяющим фактором повышения роли госкомпании в российской нефтяной отрасли стала поддержка со стороны высшего руководства страны.
В 2002 году компания вернула в свой состав потерянный в 1997 году «Краснодарнефтегаз», в начале 2003 года была куплена компания «Северная нефть».
В 2007 году компания впервые вошла в ежегодный список ста самых уважаемых фирм и компаний мира по версии еженедельника Barron’s на 99-е место.
В середине февраля 2009 года стало известно, что между Китаем и Россией заключён ряд соглашений, предусматривающих 20-летний контракт на поставку нефти между китайской нефтяной компанией CNPC и «Роснефтью» (15 млн т нефти ежегодно), соглашение между CNPC и «Транснефтью» о строительстве и эксплуатации ответвления от Восточного нефтепровода (ВСТО) в Китай, а также предоставление кредитов на $25 млрд ($15 млрд «Роснефти» и $10 млрд «Транснефти») China Development Bank под залог этих поставок. Руководителем представительства «Роснефти» в Азиатско-Тихоокеанском регионе был назначен 24-летний управляющий одного из пекинских ресторанов — сын посла России в Китае С. С. Разова.

### 2010-е — 2020-е годы
В сентябре 2010 года Эдуард Худайнатов сменил Сергея Богданчикова на посту президента компании.
15 октября 2010 года президенты России Дмитрий Медведев и Венесуэлы Уго Чавес подписали соглашение о продаже «Роснефти» принадлежащих венесуэльской PDVSA 50 % акций немецкой компании Ruhr Oel, владельца нефтеперерабатывающих активов в Германии. С этого началось партнёрство российской и венесуэльской нефтяных компаний. «Роснефть» предоставляла PDVSA кредиты, общая сумма которых достигала $6,5 млрд (на начало 2019 года долг составлял $2,3 млрд), российской компании принадлежит 40 % в нескольких совместных проектах: Хунин-6, Петромонагас и Карабобо в бассейне Ориноко, Бокерон на атлантическом побережье, Петропериха на карибском побережье. Однако ни один из этих проектов не вышел на прогнозируемые показатели, флагманский проект партнёрства, Хунин-6 (Junin-6), который должен был давать до 450 тысяч баррелей нефти в сутки, с 2015 года фактически закрыт (планировалось, что в 2012 году он выйдет на 20 тысяч баррелей в сутки, однако столько было добыто за весь год). Одной из причин этого является высокий уровень коррупции в государственной нефтяной компании Венесуэлы (дающей 90 % экспортных поступлений страны), значительная часть средств совместных предприятий использовалась нецелево.
С 23 мая 2012 президентом компании является бывший вице-премьер Правительства России, курировавший топливно-энергетический комплекс, Игорь Сечин; прежний президент Эдуард Худайнатов получил пост вице-президента.
Летом 2012 года «Роснефть» приобрела у Объединённой судостроительной корпорации (ОСК) мазутный терминал, расположенный на территории мурманского судоремонтного завода № 35 (терминал по перевалке нефти и нефтепродуктов на базе ООО «Полярный терминал»). Стоимость сделки оценивается в $28 млн. (900 млн руб.) По информации источников «Коммерсанта», мурманский терминал может использоваться как площадка для арктических проектов «Роснефти».
В конце октября 2012 года «Роснефть» анонсировала сделку по приобретению своего конкурента — российской нефтяной компании «ТНК-BP», — которая вывела «Роснефть» на первое место среди публичных нефтяных компаний мира по запасам и по добыче (BP взамен своей доли в ТНК-BP получила 19,75 % акций «Роснефти»). Сделка завершилась 21 марта 2013 года.
В конце 2016 года пакет в 19,5 % акций был продан консорциуму Glencore и Qatar Investment Authority за 10,2 млрд евро. После сделки у АО «Роснефтегаз» остались 50 % + 1 акция компании.
26 сентября 2017 года правительство России утвердило экс-канцлера ФРГ Герхарда Шрёдера в качестве председателя совета директоров «Роснефти».
В 2019 году «Роснефть» приобрела 100% акций «Петербургской топливной компании» — крупнейшей топливной компании Северо-Запада России. На момент покупки ПТК владела двумя нефтебазами и насчитывала 141 АЗС, большая часть из которых в 2019—2020 годах была переоформлена в бренд «Роснефть».
В 2019 чистая прибыль составила 805 млрд руб, выручка — 8,68 трлн руб.

### Роснефть в Абхазии
26 мая 2009 года было заключено пятилетнее соглашение о сотрудничестве между ОАО «НК «Роснефть» и Министерством экономики Республики Абхазия. Стороны заявили о намерении развивать взаимовыгодное сотрудничество в таких областях, как геологическое изучение и разработка нефтегазовых месторождений, добыча углеводородов, реализация нефти, природного газа и нефтепродуктов. «Роснефть» взяла на себя разведку на шельфе в районе Очамчиры, предварительные запасы которого оцениваются от 200 млн до 500 млн тонн условного топлива. Кроме бурения и создания собственной сбытовой сети речь шла также о строительстве мини-НПЗ на территории республики.
По данным «НК „Роснефть“», в настоящее время компания обеспечивает более половины розничных продаж нефтепродуктов в Абхазии. В 2014 году «Роснефть» ввезла в Абхазию 47 тыс. т. нефтепродуктов. С 2015 года была начата поставка авиатоплива для аэропорта города Сухум.
В рамках реализации проекта по освоению Гудаутского лицензионного участка на шельфе Чёрного моря «Роснефть» выполнила полный комплекс геофизических и геохимических исследований, провела сейсморазведку 2D и 3D, начала подготовку к поисковому бурению. В июне 2014 года «Роснефти» продлили пятилетний срок на изучение шельфа.
В июле 2015 года, однако, президент Абхазии Рауль Хаджимба, сменивший Александра Анкваба, высказался против разведки и добычи нефти на морском шельфе Абхазии и обратился в парламент с просьбой рассмотреть возможность создания «комиссии по всестороннему изучению вопросов, связанных с заключением договоров на разведку и добычу углеводородов» предыдущим абхазским руководством.
Группа депутатов парламента Абхазии даже разработала законопроект о запрете разработки (добычи) углеводородов (нефти и газа) в Абхазии. Сторонники моратория требуют запретить разработку морского шельфа в Абхазии на 30 лет.

### Приобретение активов «ЮКОСа»
22 декабря 2004 года «Роснефть» за счёт заёмных средств приобрела компанию «Байкалфинансгруп», которая тремя днями ранее выиграла аукцион по покупке «Юганскнефтегаза», ранее принадлежавшего «ЮКОСу». По ряду оценок, данная операция была искусственно срежиссирована российскими властными кругами и имела своей целью национализацию одной из крупнейших нефтегазодобывающих компаний страны. В связи с покупкой «Юганскнефтегаза» объём запасов и добычи «Роснефти» увеличился в несколько раз.
В дальнейшем «Роснефть» предъявила иск к «ЮКОСу» в связи с использованием тем заниженных трансфертных цен при покупке нефти у «Юганскнефтегаза» до его отчуждения. Вместе с тем, по некоторым сведениям, сама «Роснефть» также осуществляет закупки нефти и газа у своей дочерней компании — «Юганскнефтегаза» — по трансфертным ценам.
В мае 2007 года «Роснефть» выиграла ряд аукционов по продаже активов «ЮКОСа», в том числе пяти НПЗ (Ангарского, Ачинского, Куйбышевского, Новокуйбышевского и Сызранского) и нефтедобывающих предприятий «Томскнефть» и «Самаранефтегаз» и стала крупнейшей нефтяной компанией России.
По подсчётам специалистов газеты «Ведомости», активы «ЮКОСа», купленные «Роснефтью» на аукционах, организованных государством, достались ей со скидкой в 43,4 % от рыночной цены данного имущества. При этом в 2007 году бывшие активы «ЮКОСа» обеспечивали 72,6 % добычи нефти и газового конденсата и 74,2 % первичной переработки углеводородов «Роснефти».
27 марта 2007 года ООО «РН-Развитие», косвенно находящаяся в 100 % собственности «Роснефти», выиграла аукцион по покупке 9,44 % акций «Роснефти», принадлежавших обанкротившейся нефтяной компании «ЮКОС».

### IPO
В июле 2006 состоялось первичное размещение акций (IPO) «Роснефти». Федеральная служба по финансовым рынкам России разрешила размещение и обращение за пределами страны 22,5 % акций «Роснефти». «Роснефть» объявила коридор размещения в $5,85-7,85 за 1 акцию и GDR, исходя из капитализации компании после консолидации в $60–80 млрд. Планировалось разместить акций минимум на $8,5 млрд — столько нужно «Роснефтегазу», чтобы вернуть кредит западным банкам, погасить проценты по нему и заплатить налоги.
«Роснефтегаз» продал часть принадлежащих ему акций широкому кругу инвесторов на Лондонской фондовой бирже (LSE), в РТС и на ММВБ. Также часть акций распространялась среди населения России через отделения «Сбербанка», «Газпромбанка» и др.
14 июля 2006 были оглашены официальные результаты размещения. Компания продала акции по $7,55 за штуку — почти по верхней границе ценового коридора, что соответствует капитализации компании (с учётом предстоящей консолидации дочерних компаний) в $79,8 млрд (по этому показателю «Роснефть» стала крупнейшей нефтяной компанией России, обогнав «Лукойл»). Инвесторы купили 1,38 млрд акций на $10,4 млрд. Стратегические инвесторы обеспечили 21 % спроса; международные инвесторы из США, Европы и Азии — 36 %; российские инвесторы — 39 %; российские розничные инвесторы — 4 %. 49,4 % от всего объёма IPO пришлось на четырёх инвесторов, в числе которых британская BP ($1 млрд), малайзийская Petronas ($1,5 млрд) и китайская CNPC ($0,5 млрд). От физических лиц было подано заявок на покупку 99 431 775 акций нефтяной компании, и в итоге большую часть новых акционеров составили физические лица; отчасти из-за этого IPO получило неофициальное название «народного».
IPO «Роснефти» стало крупнейшим в истории России и пятым в мире по объёму собранных денег. Объявленная сумма может увеличиться ещё на $400 млн, если глобальные координаторы размещения в течение 30 дней реализуют опцион — выкупят ещё 53 млн GDR «Роснефти» по цене размещения.

### Сотрудничество с BP: несостоявшийся альянс и последовавшая покупка «ТНК-BP»
В январе 2011 года «Роснефть» и британская нефтяная компания BP сообщили о достижении соглашения об обмене акциями (предполагалось, что российская компания получит 5 % обычных голосующих акций в ВР, а британская — 9,5 % акций «Роснефти»). Тогда же российская компания договорилась с BP о создании совместного предприятия, которое займётся разработкой шельфовых нефтегазовых месторождений Карского моря («Роснефти» в нём, должно было принадлежать 66,67 %, BP — 33,33 %).
Позднее российские акционеры совместной нефтяной компании ТНК-BP (в ней 50 % принадлежит BP, а ещё 50 % — консорциуму ААР, включающему «Альфа-групп», Access Industries и «Ренову»), недовольные условиями данной сделки, обратились в Лондонский суд с иском о приостановлении её исполнения. По их мнению, данная сделка нарушила бы акционерное соглашение ТНК-ВР, в соответствии с которым британцы могут осуществлять нефтегазовые проекты в России и СНГ только через ТНК-ВР. 24 марта 2011 года стокгольмский арбитраж вынес решение о запрете сделки BP и «Роснефти». В течение весны 2011 года BP, «Роснефть» и российские акционеры ТНК-ВР пытались найти компромисс по видоизменению объявленного соглашения, но 17 мая 2011 года стало известно, что сделка окончательно сорвана.
22 октября 2012 года было объявлено о том, что «Роснефть» договорилась с акционерами «ТНК-BP» о покупке последней. Британская BP за свою долю получит $17,1 млрд и 12,84 % акций «Роснефти», находящихся на балансе российской компании, а консорциум AAR — $28 млрд (при этом обе сделки независимы друг от друга). После завершения сделки BP владела 19,75 % акций «Роснефти», а сама «Роснефть» получила контроль над 40 % нефтегазодобывающих активов России и вышла на первое место среди публичных компаний в мире как по запасам, так и по объёму добычи. В январе 2013 года сделка была одобрена Федеральной антимонопольной службой, а в марте 2013 года — Генеральным директоратом по вопросам конкуренции Европейской комиссии. Для финансирования приобретений компания привлекла кредиты в зарубежных банках на 31 млрд долларов, заключила сделки предэкспортного финансирования на 10 млрд долларов с нефтетрейдерами Glencore и Vitol, а также разместила бонды на 3 млрд, сообщает РБК daily.
В январе 2017 года руководство BP заявило о готовности создавать с «Роснефтью» новые совместные предприятия, такие как «Ермак Нефтегаз» и «Тасс-Юрях Нефтегазодобыча». В ноябре 2021 года совместное предприятие «Ермак Нефтегаз» открыло месторождение с 384 млрд кубометров газа на Верхнекубинском участке на Таймыре.
По итогам I квартала 2022 года BP списала свою долю в «Роснефти», вышла из совместных проектов и отозвала своих представителей в совете директоров российской компании. Убыток для британской стороны от разрыва отношений составил 22,4 млрд долларов.

### Соглашение с ExxonMobil
Через некоторое время после срыва сделки с BP, в конце августа 2011 года, руководством «Роснефти» было объявлено о достижении схожих договорённостей с американским нефтегазовым гигантом ExxonMobil. Американская компания стала партнёром «Роснефти» в освоении нефтегазовых месторождений Арктики (присутствовавший на церемонии подписания соглашений премьер-министр России Владимир Путин оценил объём инвестиций в эти проекты в сотни миллиардов долларов). В свою очередь, российская сторона получила возможность войти в проекты ExxonMobil, в том числе в Мексиканском заливе и Техасе. В отличие от сделки с BP, сотрудничество с американской компанией не предусматривало обмена акциями.
Предполагаемое совместное освоение арктического шельфа «Роснефтью» и ExxonMobil в условиях фактического отсутствия технологий ликвидации аварий и разливов нефти в суровых условиях Арктики вызвало немедленную критику со стороны экологов.
2 марта 2022 года корпорация ExxonMobil сообщил о выходе из совместного предприятия с Роснефтью. Ранее свой бизнес в России прекратили нефтяные компании Shell и Equinor.

### Газовое партнёрство с «Итерой»
В феврале 2012 года «Роснефть» объявила о создании совместного предприятия с частной газовой компаний «Итера», которая внесла в СП свои главные газовые активы (49 % ОАО «Сибнефтегаз», 49 % ЗАО «Пургаз»), а также сбытовую структуру «Уралсевергаз-НГК», а «Роснефть» — газовые месторождения Кынско-Часельской группы. Запасы объединённой компании составляли около 60 млн тонн газового конденсата и 1,2 трлн м³ газа.
В конце мая 2013 года было объявлено о продаже оставшихся 49 % акций «Итеры» ОАО «НК «Роснефть» (на тот момент «Роснефти» уже принадлежал 51 % акций «Итеры»). Сумма сделки составила $2,9 млрд, к июлю 2013 года сделка была закрыта.

### События 2014 года на фоне охлаждения отношений России с Западом
17 июля 2014 года Министерство финансов США объявило о введении дополнительных санкций против Российской Федерации в связи с ситуацией вокруг Украины. В санкционный список была включена и компания «Роснефть».
В августе 2014 года стало известно, что «Роснефть» выкупила российские и венесуэльские активы швейцарской нефтесервисной компании Weatherford в области бурения и ремонта скважин. Покупка обошлась российской компании в $400 млн.
В августе 2014 года по сообщениям ряда СМИ, президент «Роснефти» Игорь Сечин обратился в Правительство России с просьбой о финансовой помощи компании в размере 1,5 трлн руб. Один из предлагаемых способов помощи, являющийся одновременно и самым дорогим, заключается в выкупе за счёт Фонда национального благосостояния (части Стабилизационного фонда) новых облигаций «Роснефти» на сумму 1,5 трлн рублей. При этом требуемого количества средств там просто нет, о чём говорит письмо из Минэкономразвития. Необходимость в помощи объясняется введёнными против компании санкциями США, к которым присоединились работающие на американском рынке и не заинтересованные в ухудшении своего положения европейские банки и инвесторы. Газета «РБК daily» со ссылкой на данные «Роснефти» сообщила о том, что по итогам первой половины этого года та накопила на своих счетах и депозитах в общей сложности 684 млрд рублей (более $20 млрд). По подсчётам аналитиков, опрошенных изданием, накопленная сумма достаточна для покрытия 2/3 потребностей «Роснефти» в рефинансировании в течение полутора ближайших лет, и компания способна погасить свои долги и без поддержки государства.
Несмотря на все негативные заявления в СМИ о влиянии санкций, а также влияние валютного кризиса в России 2014—2015 годов, вызванного мировым падением цен на нефть, «Роснефть» завершила 2014 год с операционной прибылью 593 млрд рублей, что больше, чем в 2013 году.

### Приобретение контрольного пакета акций компании «Башнефть»
10 октября 2016 года Премьер-министр РФ Дмитрий Медведев подписал распоряжение правительства, согласно которому госпакет в 50,075 % акций «Башнефти» будет продан «Роснефти» за 329,7 миллиарда рублей. Сама сделка по продаже закрыта 12 октября и средства от продажи пакета (329,7 млрд руб) поступили на счёт федерального казначейства.

### Приватизация 19,5 % акций
27 ноября 2014 г. премьер-министр Д. А. Медведев подписал распоряжение правительства РФ № 2358-р об отчуждении принадлежащих ОАО «Роснефтегаз» акций ОАО «Нефтяная компания „Роснефть“» в количестве до 2 066 727 473 (19,5 % акций) для последующей приватизации по цене «не ниже рыночной, определённой на основании отчёта независимого оценщика, но не ниже цены первичного публичного размещения, реализованного в 2006 году».
В феврале 2016 года президент Владимир Путин одобрил продажу части акций «Роснефти», его помощник Андрей Белоусов тогда говорил о продаже 19 % акций компании стратегическому инвестору.
7 декабря 2016 года было заявлено, что 19,5 % акций «Роснефти» приобрели в равных долях швейцарская компания Glencore и Катарский суверенный фонд. Агентство Reuters обнаружило среди покупателей офшорную фирму QHG Cayman Limited, владельцы которой не прослеживаются (см. диаграмму собственности). Пресс-секретарь «Роснефти» Михаил Леонтьев отказался комментировать вопрос о бенефициарах QHG Cayman. Как следует из данных платёжного баланса ЦБ, эта сделка не принесла в Россию иностранного капитала: вся поступившая в страну валюта тут же ушла обратно за рубеж.
Акции «Роснефти» продало консорциуму ОАО «Роснефтегаз», сумма сделки составила 10,2 млрд евро (692,4 млрд руб.), ещё 18,4 млрд руб. «Роснефтегаз» решил перечислить в бюджет в виде дивидендов. 16 декабря «Роснефтегаз» отчитался о перечислении денег в бюджет. Новые акционеры «Роснефти» должны были предоставить 2,8 млрд евро, остальное, как предполагается, составил кредит итальянского банка Intesa Sanpaolo и синдиката других банков, в том числе российских. Накануне сделки «Роснефть» экстренно разместила облигации на 600 млрд руб., при этом бумаги на 173 млрд руб. мог купить Газпромбанк. Бумаги включены в ломбардный список ЦБ РФ, то есть банки могут под их залог получить кредит от ЦБ РФ.
Сделка по приватизации 19,5 % акций вызвала неоднозначный отзыв. Принимая во внимание то, что государством было вложено в пакет акций компании более 200 млрд долларов, а с учётом продажи 19,5 % акций, компания оценивается не дороже 56 млрд долларов. Расходы «Роснефтегаза» на приватизацию составили 90,4 млрд руб., из-за чего компания могла не платить государству дивиденды за 2016 год. Согласно отчётности РСБУ приватизация «Роснефти» принесла «Роснефтегазу» убыток в 167 млрд руб.
В апреле 2017 года президент России Владимир Путин наградил покупателей пакета акций «Роснефти» орденом Дружбы.
В августе 2017 года появились сообщения о том, что в капитал QHG Oil (бывший QHG Shares, владеет 19,5 % «Роснефти») могут войти совместное предприятие China Energy и Независимой нефтегазовой компании (ННК) Эдуарда Худайнатова. В сентябре 2017 г. Сечин объявил, что китайская CEFC выкупит 14,16 % акций «Роснефти» у Glencore и катарского фонда. После продажи 14,2 % китайцам, у Катарский суверенный фонд (QIA) и Glencore останется соответственно 4,8 % и 0,5 % «Роснефти». Сообщалось, что кредит на приобретение акций «Роснефти» CEFC может предоставить и впоследствии предоставил госбанк ВТБ (5 миллиардов евро). Позднее появились сообщения, что продажа 14 % «Роснефти» китайской CEFC отложена. Сделка задерживается из-за риска слишком сильного роста кредитной нагрузки CEFC. 4 мая 2018 г. Glencore официально сообщила о расторжении сделки с CEFC. Китайская CEFC выплатила консорциуму катарской QIA и швейцарской Glencore €225 млн за расторжение сделки.
Пакет, который предназначался для продажи китайской компании, купил Катарский суверенный фонд (QIA), который стал владельцем 18,93 % акций «Роснефти», а его партнёр по первоначальной приватизационной сделке Glencore оставил себе только 0,57 %. Сделка с QIA состоялась в августе 2018 года; по заключению аналитиков Sberbank CIB кредит «Банка ВТБ» в 2 млрд долларов катарскому фонду QIA на покупку акций «Роснефти» вызвал отток валюты из России и ударил по курсу рубля.
В ноябре 2018 года выяснилось, что значительная часть сделки по приобретению катарским фондом Qatar Investment Authority (QIA) 14,16 % «Роснефти» (на эту долю изначально претендовала китайская CEFC) была профинансирована госбанком ВТБ, что противоречит заявленной цели «привлечь в Россию иностранные деньги». Отчётность ВТБ за сентябрь, размещённая на сайте ЦБ РФ, показала, что ВТБ одолжил неназванным иностранным заёмщикам 434 млрд руб. ($6,7 млрд) на срок до трёх лет, после того как сам занял у ЦБР 350 млрд руб.

## Собственники и руководство
До проведения IPO 100 % акций «Роснефти» принадлежало государственному ОАО «Роснефтегаз». После размещения акций компании на бирже и консолидации акций 12 дочерних компаний «Роснефти» (включая «Юганскнефтегаз») доля «Роснефтегаза» снизилась до 75,16 % акций. По состоянию на сентябрь 2012 года у «Роснефти» было более 160 тысяч акционеров. К декабрю 2016 года количество акционеров-физических лиц у компании насчитывалось 138 тысяч.
На 1 июля 2021 года «Роснефтегазу» принадлежит 40,40 % акций, британской BP — 19,75 %, QH Oil Investments LLC — 18,46 %, Национальный расчётный депозитарий — 10,70 %, «РН-НефтьКапиталИнвест» — 9,60 %, «РН-Капитал» — 0,76 %, Российская Федерация в лице Росимущества — 1 акция, прочие миноритарные инвесторы — 0,33 %.
Члены Совета директоров ПАО «НК «Роснефть» избираются Общим собранием акционеров на срок до следующего годового Общего собрания акционеров.
В 2020 году НК «Роснефть» заняла первое место в Forbes по заработной плате среди российских госкомпаний.
| Персона           | Должность в Совете директоров                                                                                          | Другие должности |
| ----------------- | --- | --- |
| Герхард Шрёдер    | Председатель Совета директоров ПАО «НК «Роснефть» с 29 сентября 2017 года по 20 мая 2022 года                          | — |
| Игорь Сечин       | Главный исполнительный директор, Председатель Правления, Заместитель Председателя Совета директоров ПАО «НК «Роснефть» | |
| Маттиас Варниг    | Заместитель Председателя Совета директоров ПАО «НК «Роснефть»                                                          | Управляющий директор компании Nord Stream AG, Член совета директоров ПАО «Транснефть», Член Административного совета GAZPROM Schweiz AG, Директор Interatis AG, Председатель административного совета Interatis Consulting AG, Председатель административного совета Gas Project Development Central Asia AG |
| Андрей Белоусов   | Член Совета директоров ПАО «НК «Роснефть»                                                                              | Помощник Президента Российской Федерации |
| Олег Вьюгин       | Член Совета директоров ПАО «НК «Роснефть», независимый директор                                                        | Профессор факультета экономических наук НИУ ВШЭ, Председатель НАУФОР, заместитель Председателя Наблюдательного совета НКО ЗАО НРД, член Наблюдательного совета ПАО «Московская биржа», член Совета директоров ООО «Сколково-Венчурные инвестиции», Председатель Совета директоров ПАО «Сафмар Финансовые инвестиции», член Совета фонда Фонд «Центр стратегических разработок», член Президиума Национальный совет по корпоративному управлению, Член Экономического Совета при Президенте Российской Федерации, член Экспертного совета при Правительстве Российской Федерации, член Консультативного Совета при Председателе Банка России, член Общественного Совета Минфина России |
| Роберт Дадли      | Член Совета директоров ПАО «НК «Роснефть»                                                                              | Президент группы компаний BP |
| Гильермо Кинтеро  | Член Совета директоров ПАО «НК «Роснефть»                                                                              | до 2015 топ-менеджер различных структур BP |
| Александр Новак   | Член Совета директоров ПАО «НК «Роснефть»                                                                              | Министр энергетики Российской Федерации |
| Ханс-Йорг Рудлофф | Член Совета директоров ПАО «НК «Роснефть», независимый директор                                                        | Председатель Правления Marcuard Holding, Исполнительный директор ABD Capital S.A., Президент ABD Capital Eastern Europe S.A. |
| Айван Глазенберг  | Член Совета директоров ПАО «НК «Роснефть»                                                                              | Главный исполнительный директор Glencore |
| Файзал Алсуваиди  | Член Совета директоров ПАО «НК «Роснефть»                                                                              | представитель Qatar Investments Authority |

| Персона         | Должность в Правлении                                                                                    |
| --------------- | --- |
| Игорь Сечин     | Главный исполнительный директор, Председатель Правления                                                  |
| Юрий Калинин    | Заместитель Председателя Правления, вице-президент по кадровым и социальным вопросам ПАО «НК «Роснефть»  |
| Эрик Лирон      | Первый вице-президент ПАО «НК «Роснефть»                                                                 |
| Геннадий Букаев | Вице-президент — руководитель Службы внутреннего аудита ПАО «НК «Роснефть»                               |
| Дидье Касимиро  | Вице-президент по переработке, нефтехимии, коммерции и логистике ПАО «НК «Роснефть»                      |
| Петр Лазарев    | Финансовый директор ПАО «НК «Роснефть»                                                                   |
| Рашид Шарипов   | Заместитель Председателя Правления, вице-президент — руководитель Аппарата Президента ОАО «НК «Роснефть» |
| Юрий Нарушевич  | Вице-президент по внутреннему сервису ПАО «НК «Роснефть»                                                 |
| Зелько Рунье    | Вице-президент по шельфовым проектам ПАО «НК «Роснефть»                                                  |
| Олег Феоктистов | Вице-президент — руководитель Службы безопасности ПАО «НК «Роснефть» (2016 — 2017).                      |

## Санкции
Из-за аннексии Крыма, 17 марта 2014 года, «Роснефть» была включена в санкционный список Канады. 16 июля 2014 года «Роснефть» была включена в санкционный список США
8 сентября Евросоюз ввёл ограничительные санкции в отношении «Роснефть»: компании запрещено продавать акции или облигации в Европейском союзе. 24 июня 2021 года «Роснефть» включена в санкционные списки Украины
После вторжения России на Украину, Евросоюз ужесточил санкции в отношении «Роснефть», также компания была внесена в санкционный список Австралии, Швейцарии и Новой Зеландии

## Деятельность
Основные добывающие активы на 2018 год:
- ООО «РН-Юганскнефтегаз» (519,8 млн баррелей + 4,77 млрд м³ газа, Западная Сибирь),
- ЗАО «Ванкорнефть» (159 млн баррелей + 7,25 млрд м³ газа, Восточная Сибирь),
- Самотлорнефтегаз (143,8 млн баррелей + 5,9 млрд м³ газа, Западная Сибирь),
- Башнефть-Добыча (121,4 млн баррелей + 0,5 млрд м³ газа, Центральная Россия),
- Оренбургнефть (110,4 млн баррелей + 1,38 млрд м³ газа, Центральная Россия),
- АО «Самаранефтегаз» (89,7 млн баррелей + 0,52 млрд м³ газа, Центральная Россия),
- РН-Уватнефтегаз (78,3 млн баррелей + 0,3 млрд м³ газа, Западная Сибирь),
- Верхнечонскнефтегаз (61 млн баррелей + 0,87 млрд м³ газа, Восточная Сибирь),
- РН-Няганьнефтегаз (43,3 млн баррелей + 1,78 млрд м³ газа, Западная Сибирь),
- ООО «РН-Пурнефтегаз» (36,2 млн баррелей + 5,61 млрд м³ газа, Западная Сибирь),,
- ОАО «Томскнефть ВНК» (32,4 млн баррелей + 0,95 млрд м³ газа, Западная Сибирь),
- «РН-Северная нефть» (22,4 млн баррелей + 0,19 млрд м³ газа, Тиман-Печора в Республике Коми,
- Таас-Юрях Нефтегазодобыча (21,5 млн баррелей, Дальний Восток),
- Оффшорные проекты (19,6 млн баррелей + 3,12 млрд м³ газа, Дальний Восток),
- Востсибнефтегаз (17,1 млн баррелей, Восточная Сибирь),
- Конданефть (11,8 млн баррелей, Западная Сибирь),
- Соровскнефть (11 млн баррелей, Западная Сибирь),
- Башнефть-Полюс (8,1 млн баррелей, Тиман-Печора),
- Сибнефтегаз (11,96 млрд м³ газа, Западная Сибирь),
- Роспан Интернэшнл (4,77 млрд м³ газа, Западная Сибирь),
- проект Зор (2,16 млрд м³ газа, Египет),
- РН-Краснодарнефтегаз (1,99 млрд м³ газа, юг России),
- Rosneft Vietnam B.V. (0,78 млрд м³ газа, Вьетнам),
- ООО «РН-Сахалинморнефтегаз» (0,37 млрд м³ газа, Дальний Восток)[107].

Совместные предприятия:
- Славнефть (51,1 млн баррелей + 0,47 млрд м³ газа, Западная и Восточная Сибирь),
- ОАО «Удмуртнефть» (22,3 млн баррелей, Центральная Россия),
- Мессояханефтегаз (16,5 млн баррелей, Западная Сибирь),
- Пургаз (4,72 млрд м³ газа, Западная Сибирь)[107].

В структуру компании входят девять крупных нефтеперерабатывающих заводов на территории России: Комсомольский, Туапсинский, Куйбышевский, Новокуйбышевский, Сызранский, Ачинский, Саратовский НПЗ, Рязанская нефтеперерабатывающая компания и Ангарская нефтехимическая компания. В РФ «Роснефти» также принадлежат четыре мини-НПЗ в Западной и Восточной Сибири, Тимано-Печоре и на юге Европейской части России общей мощностью 0,6 млн т нефти в год, а также доля в Стрежевском мини-НПЗ в Западной Сибири. В Германии «Роснефть» владеет долями в четырёх НПЗ общей мощностью 11,5 млн т (в доле «Роснефти»).
На 31 декабря 2010 года общие доказанные запасы углеводородов «Роснефти» по классификации PRMS составляли 22,76 млрд баррелей нефтяного эквивалента, включая 18,11 млрд баррелей (2,49 млрд тонн) нефти и 791 млрд м³ газа; по классификации SEC — 15,2 млрд баррелей нефтяного эквивалента, включая 13,75 млрд баррелей (1,89 млрд т) нефти и 247 млрд м³ газа. Исходя из этих данных (PRMS), обеспеченность компании запасами углеводородов составила 25 лет, в том числе по нефти — 21 год, по газу — 67 лет, что вывело её на позиции мирового лидера по этому показателю среди котирующихся на бирже нефтяных компаний.
На конец 2018 года общие доказанные запасы углеводородов «Роснефти» по классификации PRMS составляли 47 млрд баррелей нефтяного эквивалента (по классификации Комиссии по ценным бумагам и биржам США 41 млрд баррелей). Средняя суточная добыча углеводородов в 2018 году составляла 5,9 млн баррелей, из них 4,67 млн баррелей нефти и газового конденсата и 184,3 млн м³ природного газа. Производство нефтепродуктов и нефтехимической продукции в 2018 году составила 115 млн тонн, из них 95,4 млн тонн в России, 11,8 млн тонн в Германии и 0,13 млн тонн в Белоруссии.
Основными зарубежными трейдерами «Роснефти» являются компании Vitol, Glencore и Royal Dutch Shell.
В декабре 2022 года продажи «Роснефти» в дальнее зарубежье за 9 месяцев текущего года выросли на 4,8% до 77,3 млн т по сравнению с аналогичным периодом 2021. При этом поставки в Азию увеличились на 30% до 52,4 млн т., в третьем квартале доля продаж на этом направлении достигла рекордных 77%.
В мае 2024 года агентство Reuters сообщило о подписании оператором крупнейшего в мире нефтеперерабатывающего комплекса Reliance Industries годового контракта с «Роснефтью» на поставку не менее 3 миллионов баррелей нефти ежемесячно с расчетами в рублях.
По итогам 2024 года, были открыты 97 новых залежей и семь месторождений углеводородов.  

### Розничная сеть
По данным на конец 2009 года, компании принадлежало 148 нефтебаз общей ёмкостью 2,9 млн м³, а также сеть из 1690 собственных и арендуемых АЗС и 72 АЗС, действующих по лицензии под маркой «Роснефти». На некоторых АЗС действовали мойки, автомагазины, станции технического обслуживания. Розничная сеть «Роснефти» охватывала 39 регионов России, общий объём реализации нефтепродуктов через АЗС в 2009 году составил 3,7 млн т нефтепродуктов (в среднем около 8 т в сутки на одну автозаправочную станцию).
Для осуществления платежей за товары и услуги без применения наличных денег и за наличный расчёт с использованием карт лояльности на АЗС компании применяется специализированная корпоративная система безналичных расчётов. Процессинг в системе осуществляется процессинговыми центрами, контролируемыми и управляемыми ЦПЦ — центральным процессинговым центром («РН-Карт» — дочерняя компания ОАО «НК „Роснефть“»).

### Показатели деятельности
Выручка компании в 2018 году составила 8,238 трлн рублей. Она почти полностью состоит из продажи нефти (3,745 трлн рублей) и нефтепродуктов (3,997 трлн рублей). Сырая нефть в основном экспортируется в страны дальнего зарубежья — в страны Азии на 1,746 трлн рублей, в Европу и другие регионы на 1,673 трлн рублей. Из нефтепродуктов более трети реализуется на домашнем рынке (1,489 трлн рублей), на 572 млрд рублей продаётся в Азию, на 1,7 трлн рублей в Европу и другие регионы, на 151 млрд в страны СНГ.
По данным инвестиционной компании «Тройка-диалог», в 2009 году себестоимость добычи нефти в Роснефти составляла 2,6 доллара США за баррель, что было самым низким показателем среди крупнейших российских и зарубежных нефтяных компаний.
По данным за 2012 год, «Роснефть» является самым крупным налогоплательщиком в России, в различные уровни бюджета перечислено 1,7 трлн рублей. Средняя зарплата в компании — 50,7 тыс. рублей в месяц (2012).
За первую половину 2022 года чистая прибыли «Роснефти» выросла на 13,1% по сравнению с предыдущим годом и составила 432 млрд рублей. Выручка выросла на 32,5% и составила 5,172 трлн руб. «Роснефть» заплатила 2,1 трлн руб налогов, что в годовом выражении на 20% больше показателей 2021 года. В июне 2022 акционеры компании утвердили выплату дивидендов за 2021 год из расчета 23,63 рублей за обыкновенную акцию, на это было выделено 441,5 млрд рублей.
За 2023 год «Роснефть» добыла наибольшее количество газа за всю свою историю —  106 млрд куб. метров, обновив прежний максимум от 2022 года, составлявший 74,4 млрд куб. метров. Доля рынка компании в 2023 году составила 14%, налоговые выплаты — более 4 трлн рублей.

### Финансовые результаты
|                     | 2000…  | 2005…  | 2010  | 2011  | 2012  | 2013  | 2014  | 2015  | 2016  | 2017  | 2018  | 2019  | 2020  | 2021  |
| ------------------- | ------ | ------ | ----- | ----- | ----- | ----- | ----- | ----- | ----- | ----- | ----- | ----- | ----- | ----- |
| Выручка             | 0,069… | 0,687… | 1,915 | 2,702 | 3,078 | 4,694 | 5,503 | 5,150 | 4,988 | 6,011 | 8,238 | 8,676 | 5,757 | 8,761 |
| Чистая прибыль      | 0,012… | 0,120… | 0,293 | 0,316 | 0,341 | 0,555 | 0,350 | 0,356 | 0,201 | 0,297 | 0,649 | 0,708 | 0,132 | 0,883 |
| Активы              | 0,105… | 0,864… | 3,015 | 3,377 | 3,858 | 7,531 | 8,736 | 9,642 | 11,03 | 12,23 | 13,16 | 12,95 | 15,35 | 16,46 |
| Собственный капитал | 0,040… | 0,214… | 1,791 | 2,069 | 2,266 | 3,169 | 2,881 | 2,929 | 3,726 | 4,183 | 4,677 | 4,517 | 4,706 | 5,532 |
| Курс рубля к $      | 28,16… | 28,78… | 30,48 | 29,38 | 31,07 | 31,91 | 38,60 | 61,34 | 66,83 | 58,30 | 62,93 | 64,62 | 72,44 | 73,66 |

Примечание. До 2011 года отчётность составлялась по стандарту US GAAP в долларах США (переведены по курсу на конец года), с 2011 года по стандарту IFRS в российских рублях.
Компания завершила 2024 год с выручкой в 10 139 млрд рублей (+10,7% г/г), чему способствовал рост цены на нефть Urals до $71,77 за баррель.
Для «Роснефти» это стало максимально высоким результатом за всю историю. Также рекордным среди всех компаний России стал объем уплаченных «Роснефтью» налогов в консолидированный бюджет РФ — 6,1 трлн рублей. Вместе с этим, в 2024 году ГК показала лучший показатель по EBITDA — 3 трлн рублей.

### Рейтинговые оценки
В 2017 году рейтинговое агентство Эксперт РА присвоило компании рейтинг ruAAA со стабильным прогнозом. Рейтинг ежегодно подтверждается (2018-2025).
Рейтинговое агентство АКРА в 2023 году присвоило  ПАО «НК „Роснефть“» рейтинговую оценку AAА(RU) со стабильным прогнозом. Рейтинг ежегодно подтверждается (2024-2025).
В начале февраля 2019 года международное агентство S&P повысило долгосрочные кредитные рейтинги «Роснефти» в иностранной и национальной валютах до инвестиционного уровня «ВВВ-» с «ВВ+», прогноз «стабильный». В 2022 году рейтинги были отозваны.

### Планы и перспективные проекты

#### Добыча
В 2007 году президент компании Сергей Богданчиков подтвердил, что «Роснефть» продолжит разведку по проекту «Сахалин-5».
В январе 2011 года «Роснефть» подписала с американской компанией ExxonMobil соглашение о совместном освоении углеводородных запасов на шельфе Чёрного моря. Первоочередным участком, на котором будет осуществляться разведка и добыча в рамках данного соглашения, станет Туапсинский прогиб. Ожидается, что у российской компании будет 66,7 % в совместном предприятии, у американской — 33,3 %. Интересно, что ещё в 2003 году «Роснефть» уже подписывала соглашение о совместном освоении данного участка с французской компанией Total, но этот проект реализован не был. Ранее, в 2010 году, «Роснефть» договорилась о совместной разведке и разработке другого черноморского месторождения (Вал Шатского) с американской компанией Chevron, но в начале 2011 года эта компания отказалась от проекта.
В итоге 25 апреля 2012 года «Роснефть» подписала соглашение о совместной разработке Вала Шатского с итальянской нефтегазовой корпорацией Eni. Помимо черноморских нефтяных залежей, компании собираются вместе разрабатывать Федынский и Центрально-Баренцевский участки в Баренцевом море. Сумма возможных инвестиций оценивается в $50–55 млрд по Валу Шатского и в $50–70 млрд — по Баренцеву морю.
Вскоре, в начале мая 2012 года, компания подписала ещё одно крупное соглашение о совместной разработке месторождений углеводородов, на этот раз с норвежской Statoil. Соглашение предусматривает совместную разработку Персеевского участка в Баренцевом море и трёх участков в Охотском море — Лисянского, Кашеваровского и Магадан-1, причём доля норвежцев в СП, как предполагалось, составит 33,33 %. Также предусматривается вхождение «Роснефти» в проекты у берегов Норвегии. Совокупный объём инвестиций в проекты оценивался в $35–40 млрд в Баренцевом море и $30–60 млрд в Охотском море.
Одним из важнейших проектов «Роснефти» является разработка Ванкорского нефтегазового месторождения, на котором компания к 2014 году планирует ежегодно добывать 25 млн т нефти в год (в 2010 г. там было добыто 15 млн т). Всего до 2037 года компания предполагает добыть на данном месторождении 407 млн т углеводородного сырья. При этом совокупные инвестиции «Роснефти» до 2037 года в разработку этого проекта оценивались в апреле 2011 года в сумму 960 млрд рублей.
В 2019 году глава «Роснефти» Игорь Сечин предложил объединить арктические месторождения компании в проект «Восток Ойл». Проект включает освоение месторождений Ванкорского кластера (Ванкорское, Сузунское, Лодочное, Тагульское, Ичемминское), Пайяхское месторождение и Западно-Иркинское месторождения, а также месторождения Восточно-Таймырского кластера. Ресурсный потенциал этих месторождений составляет более 5 млрд тонн лёгкой малосернистой нефти. Потенциал поставок нефти оценивается в 2024 году в 25 млн тонн, в 2027 году — 50 млн тонн и к 2030 году — до 115 млн тонн.

#### Прочее
Важным перспективным проектом компании является строительство Приморского нефтехимического комплекса (НХК), который должен быть сооружён в Приморском крае, в конечной точке ВСТО. Ожидается, что данное предприятие (ожидается, что его стоимость составит $10 млрд) мощностью 10 млн т в год будет выпускать этилен, полиэтилен, полипропилен и другие продукты нефтехимии. Над реализацией данного проекта «Роснефть» работает с 2008 года.
В марте 2018 года в Катаре был открыт Международный центр исследований и разработок. Помимо научно-технической деятельности, центр выполняет функцию продвижения различных бизнес-направлений в регионе.
В январе 2022 года «Роснефть» и итальянская компания «Maire Technimont» заключили контракт стоимостью 1,1 млрд евро с целью создания на базе «Рязанской нефтеперерабатывающей компании» (РНПК) комплекса гидрокрекинга вакуумного газойля мощностью 2,2 млн тонн в год.

## Социальная политика
В 2011 году, согласно данным отчёта компании, «Роснефть» потратила на благотворительность $422 млн (почти в 4 раза больше, чем за предыдущий год), став лидером среди благотворителей России за этот год. При этом состав получателей помощи не раскрывался (известно, что ранее нефтяная компания обязалась заплатить $180 млн за право быть генеральным спонсором зимних Олимпийских игр 2014 года в Сочи).

## Нарушения антимонопольного законодательства
В октябре 2009 года Федеральная антимонопольная служба России наложила на «Роснефть» рекордный штраф за нарушение антимонопольного законодательства — 5,3 млрд руб. Штраф был наложен за зафиксированное в первом полугодии 2009 года злоупотребление монопольным положением на оптовом рынке нефтепродуктов, выразившееся в «изъятии товара из обращения, приведшем к росту цен в оптовом сегменте рынка нефтепродуктов, создании дискриминационных условий при реализации нефтепродуктов отдельным контрагентам». Как посчитала ФАС, эти действия привели к росту цен на оптовых рынках автомобильных бензинов, дизельного топлива и авиационного керосина в первой половине 2009 года.
В декабре 2011 года на «Роснефть» вновь был наложен штраф по новому антимонопольному делу. Компания была оштрафована на 1,756 млрд руб. за «злоупотребление доминирующим положением путём установления и поддержания монопольно высокой цены на дизельное топливо и авиакеросин в 4 квартале 2010 — январе 2011 года».
В апреле 2018 года Федеральная Антимонопольная служба России выдала предупреждение «Роснефти» из-за снижения объёмов продаж автомобильного топлива, при единовременном приобретении на биржевых торгах существенной части объёмов бензина марки Аи-92 на базисе поставки ОАО «Сургутнефтегаз». По мнению ФАС, эти действия создали дискриминационные условия для независимых участников рынка, затрудняющие приобретение биржевого товара и ограничивающие предложение свободных объёмов сырья на биржевых торгах, что могло привести к появлению дисбаланса спроса и предложения на автомобильное топливо.

## Претензии со стороны Yukos Capital
Бывшая дочерняя компания НК «ЮКОС» — люксембургская Yukos Capital S.a.r.l. — в судебном порядке добивается от Роснефти возврата долгов компаний, ранее входивших в концерн ЮКОС.
9 августа 2010, после ареста имущества Роснефти на территории Англии и Уэльса и отказа в апелляции в Верховном суде Нидерландов, Роснефть сообщила, что выплатила Yukos Capital задолженность «Юганскнефтегаза» в размере 12,9 млрд руб. (около $440 млн по курсу на март 2010).
16 августа 2010 года Yukos Capital обратилась в Федеральный арбитражный суд Западно-Сибирского округа с кассационной жалобой на решение Арбитражного суда Томской области об отказе взыскания с «Томскнефти» более 7 млрд рублей по договорам займа. Одно решение по этому делу в пользу истца уже есть — ранее Yukos Capital обращалась в международный арбитраж при Международной торговой палате, и он обязал «Томскнефть» выплатить ей 7 млрд 254,2 млн рублей, $275,2 тыс., 52,96 тыс. британских фунтов стерлингов, а также проценты по ставке 9 % годовых на сумму 4 млрд 350 млн рублей, начиная с 12 февраля 2009 года до дня уплаты долга. Привести решение суда в исполнение на территории России должен был российский суд. Однако арбитраж Томской области, рассмотрев иск, постановил отказать Yukos Capital во взыскании долга.

## Критика

### Экология
В первой половине 2000-х годов Сергей Богданчиков, бывший в то время президентом «Роснефти», наряду с некоторыми журналистами и экспертами критиковал частные нефтяные компании «ЮКОС» и «Сибнефть» за применение на месторождениях гидроразрыва пласта.
Вместе с тем, ряд журналистов указывал, что в начале ноября 2006 на Приобском нефтяном месторождении, эксплуатируемом ООО «РН-Юганскнефтегаз» («Роснефть» получила контроль над основным активом «ЮКОСа» «Юганскнефтегазом» в ходе распродажи его активов), при участии специалистов компании Newco Well Service был произведён крупнейший в России гидроразрыв нефтяного пласта. Операция велась семь часов и транслировалась в прямом эфире через интернет в офис «Юганскнефтегаза». В 2007 году компания планировала осуществить гидроразрыв пласта на 440 скважинах. На 2009—2010 год «Роснефть» остаётся в числе крупнейших клиентов нефтесерсвисной компании Schlumberger, специализирующейся на проведении гидроразрывов.
Гринпис России называет Роснефть самой грязной нефтяной компанией в мире. В 2011 году, согласно проверке, проведённой Росприроднадзором в Ханты-Мансийском АО, Роснефть допустила 2727 разливов нефти, что составляет 75 % от общего числа разливов в этом АО. По оценкам экологов, каждый год по вине Роснефти происходит более 10 тысяч разливов нефти.

### Руководство
1 мая 2014 года руководители государственных компаний предоставили в аппарат Белого дома сведения о своих доходах и имуществе. Некоторые компании — «Транснефть», «Россети», ФСК, «Зарубежнефть», «Совкомфлот», ОАК, «Ростелеком» по указу президента от 8 июля 2013 года «Вопросы противодействия коррупции», опубликовали на своих сайтах декларации топ-менеджеров, где есть сведения о доходах и имуществе председателя правления, членов правления и главного бухгалтера, их супругов и несовершеннолетних детей. Однако «Роснефть» отказалась публиковать декларации топ-менеджеров, так как указ распространяется только «на государственные компании (корпорации) и иные организации, созданные федеральными законами», к которым она себя не относит. Это не помешало компании предоставить сведения о доходах и имуществе топ-менеджеров и членов их семей «компетентным органам» в установленном «сроке и объёме». По мнению директора российского отделения Transparency International Елены Панфиловой, необходимо совершенствовать законодательство, чтобы госкомпании однозначно трактовали норму о публикации деклараций. В июле в аппарате российского правительства признали, что сведения о доходах руководства компаний, перечисленных в постановлении правительства № 613 от 22 июля 2013 года («Роснефть», РЖД, «Газпром», «Аэрофлот», «Роснефтегаз», «Русгидро», «Интер РАО» и другие), «подлежат размещению в информационно-телекоммуникационной сети „Интернет“ на официальных сайтах указанных организаций».

### Экономика
Последнее десятилетие компания активно покупала другие предприятия. В начале 2013 года после покупки ТНК-BP за $55 млрд, капитализация «Роснефти» достигала $96 млрд, но к концу 2014 года снизилась до $50 млрд. В результате покупки значительно увеличился долг компании. К 24 января 2014 года капитализация сократилась на 25 % до 75,78 млрд долл. После девальвации рубля капитализация «Роснефти» упала до $35,6 млрд. По результатам первого квартала 2017 года задолженность компании составляет около $34,8 млрд. В сравнении с прибылью её долговая нагрузка выше, чем у любой другой крупной нефтяной компании мира, кроме бразильской Petrobras.

## Дочерние компании
Основные дочерние компании, партнёрства и совместные предприятия на конец 2018 года:
- АО «Оренбургнефть» (Россия, нефтедобыча, 100 %)
- АО «Самотлорнефтегаз» (Россия, нефтедобыча, 100 %)
- АО «Ванкорнефтегаз» (Россия, нефтедобыча, 50,1 %)
- ООО «РН-Юганскнефтегаз» (Россия, нефтедобыча, 100 %)
- ЗАО «НК Башнефть» (Россия, нефтедобыча, 60,33 %, голосов 70,93 %)
- АО «РОРК» (Россия, нефтепереработка, 100 %)
- АО «Ангарская нефтехимическая компания» (Россия, нефтепереработка, 100 %)
- АО «Новокуйбышевский НПЗ» (Россия, нефтепереработка, 100 %)
- ООО «РН-Комсомольский НПЗ» (Россия, нефтепереработка, 100 %)
- АО «Сызранский НПЗ» (Россия, нефтепереработка, 100 %)
- АО «Ачинский НПЗ» (Россия, нефтепереработка, 100 %)
- АО «Куйбышевский НПЗ» (Россия, нефтепереработка, 100 %)
- ООО «РН-Туапсе НПЗ» (Россия, нефтепереработка, 100 %)
- ООО «РН-Бункер» (Россия, маркетинг и продажа, 100 %)
- ООО «РН-Аэро» (Россия, маркетинг и продажа, 100 %)
- ООО RN-Commerce (Россия, маркетинг и продажа, 100 %)
- ООО RN-Trade (Россия, инвестиции, 100 %)
- Rosneft Trading S.A. (Швейцария, маркетинг и продажа, 100 %)
- Rosneft Deutschland GmbH (Германия, маркетинг и продажа, 100 %)
- АО RN Holding (Россия, холдинговая компания, 100 %)
- АО «Российский региональный банк развития» (Россия, банкинг, 98,34 %)
- ООО RN-GAZ (Россия, холдинговая компания, 100 %)
- Rosneft Singapore Pte. Ltd. (Сингапур, холдинговая компания, 100 %)
- ООО RN-Foreign Projects (Россия, холдинговая компания, 100 %)
- Rosneft Holdings LTD S.A. (Люксембург, холдинговая компания, 100 %)
- TOC Investments Corporation Limited (Кипр, различные услуги, 100 %)
- ЗАО «НГК Славнефть» (Россия, 49,94 %)
- Petromonagas S.A. (Венесуэла, 40 %)
- Taihu Ltd (ОАО «Удмуртнефть») (Кипр, 51 %)
- АО «Мессояханефтегаз» (Россия, 50 %)
- Petrovictoria S.A. (Венесуэла, 40 %)
- ООО «Национальный нефтяной консорциум» (Россия, 80 %)
- Топливный комплекс Внуково (Россия, 50 %)
- SIA ITERA Latvija (Латвия, 66 %)
- АО «Арктикшельфнефтегаз» (Россия, 50 %)
- ООО «РН-Печора» (Россия, 1 %)
- Nayara Energy Limited (Индия, 49,13 %)
- ЗАО «Пургаз» (Россия, 49 %)
- Petrocas Energy International Ltd (Кипр, 49 %)
- АО «Нижневартовская ТПП» (Россия, 25,01 %)